# Albericus laurini
Albericus laurini és una espècie de granota que viu a Indonèsia.